# Contrafort (geografia)

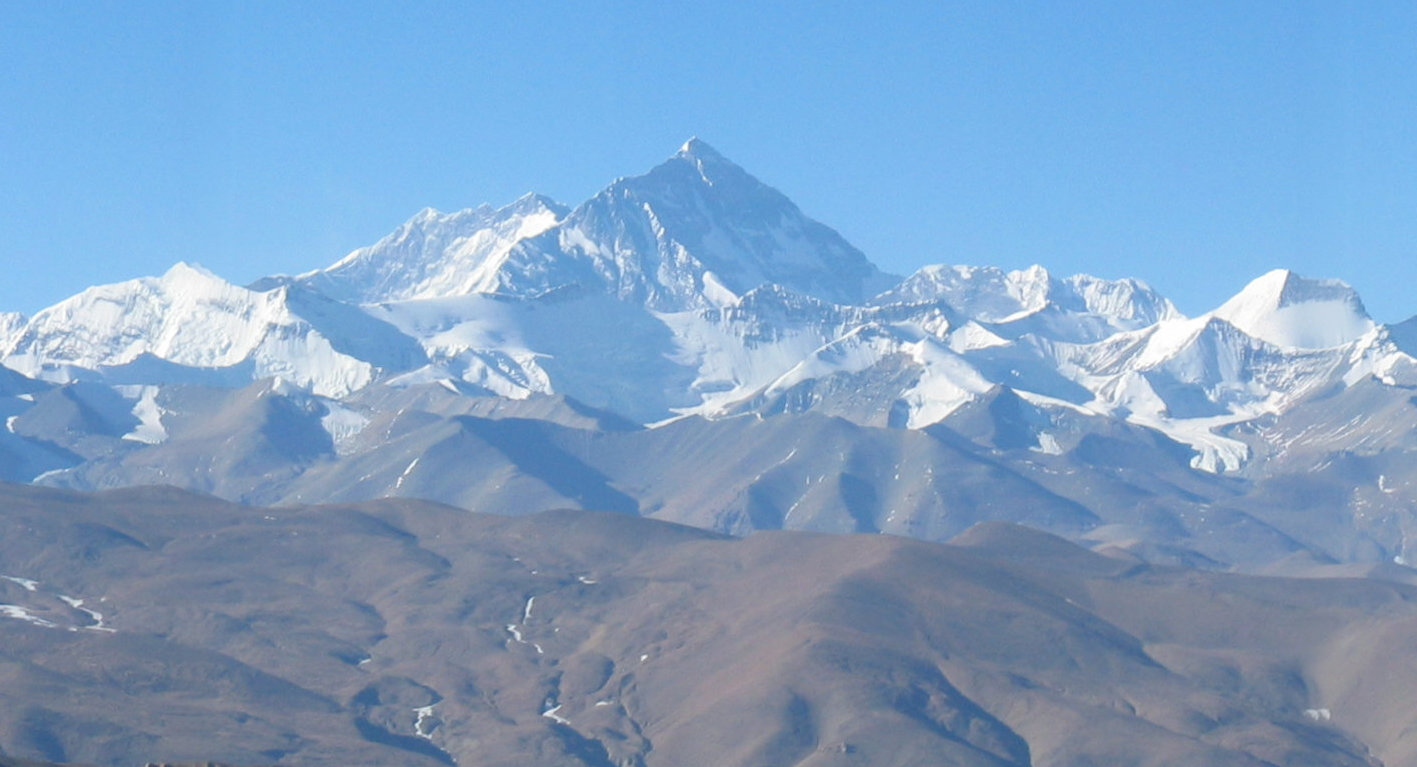
Contraforts al nord del Mont Everest (Himàlaia) Vista des del vessant tibetà

Un contrafort o estrep, en geografia, és una ramificació secundària d'una muntanya o d'una serralada o serra principal que deriva d'un sistema orogràfic major. Col·loquialment, també s'anomena ala de muntanya, esperó, estrep, morro i morrot. (es  contrafuerte; fr  contrefort, éperon; en buttress, counterfort, spur)
- Contrafort d'una serra o serralada: els contraforts dels Pirineus, dels Alps, dels Andes, etc, designant un conjunt de serres i ramals connectats de menor altitud. [...estesa des de Navarra a la Garrotxa i al Vallespir (i més enllà fins als contraforts dels Alps)][6]
- Contrafort d'una muntanya: els contraforts de l'Aneto, del Mont Blanc, de l'Aconcagua, etc, fent esment del conjunt de prominències, crestes o esperons que envolten una muntanya. [...Situats sota l'àmplia i ben definida coma de l'Orri, formada pels contraforts del pic de Gerri i el pic d'Escorbes][7]
- Contrafort orientat: el contrafort oiental, occidental, etc, anomenant una part orientada de la branca d'una serralada o d'una muntanya. [...els contraforts nord-orientals del massís de la Maladeta, on és hissada l'Aneto][8]

Les serralades de la Terra tenen una estructura arbòria més o menys definida, en la qual diverses ramificacions tenen en comú un eix principal. Les ramificacions són les serres que representen els contraforts o estreps, i l'eix és la serralada principal. Exemples molt evidents de contraforts en la geografia de l'Amèrica del Sud són els contraforts dels Andes, o, a Catalunya, la serra de l'Albera, que és la continuació de la cadena de muntanyes dels Pirineus. Rep el nom de morrot quan és avançat i abrupte en una muntanya.
Són típiques del flanc occidental dels Andes peruans. Els estreps andins representen per a la costa peruana la interrupció de valls i deserts causada per la presència de cadenes de turons o serralades que van en direcció perpendicular al litoral i a la serralada occidental dels Andes.

## Imatges

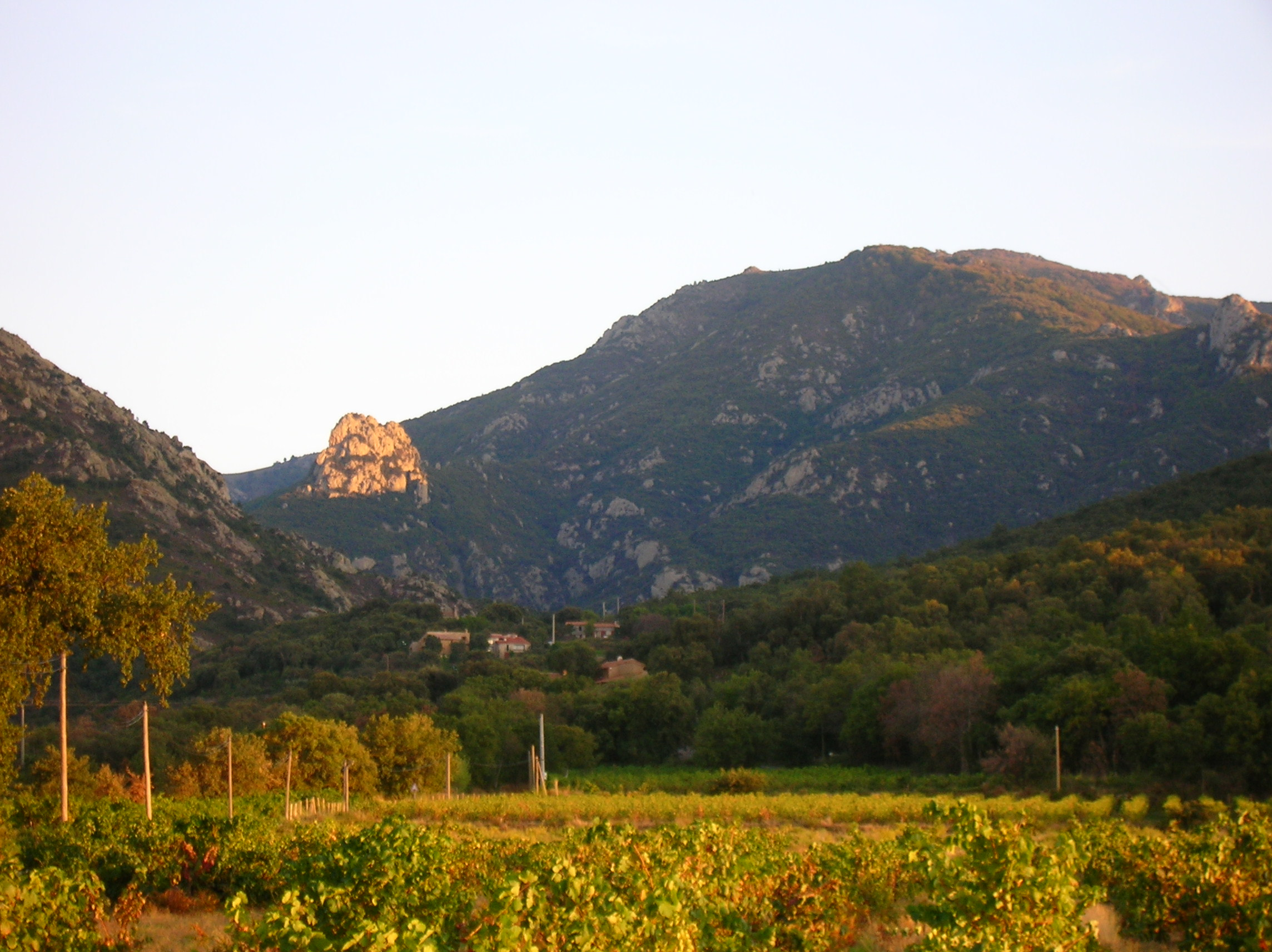
La serra de l'Albera, contrafort dels Pirineus, vista des de la Pava
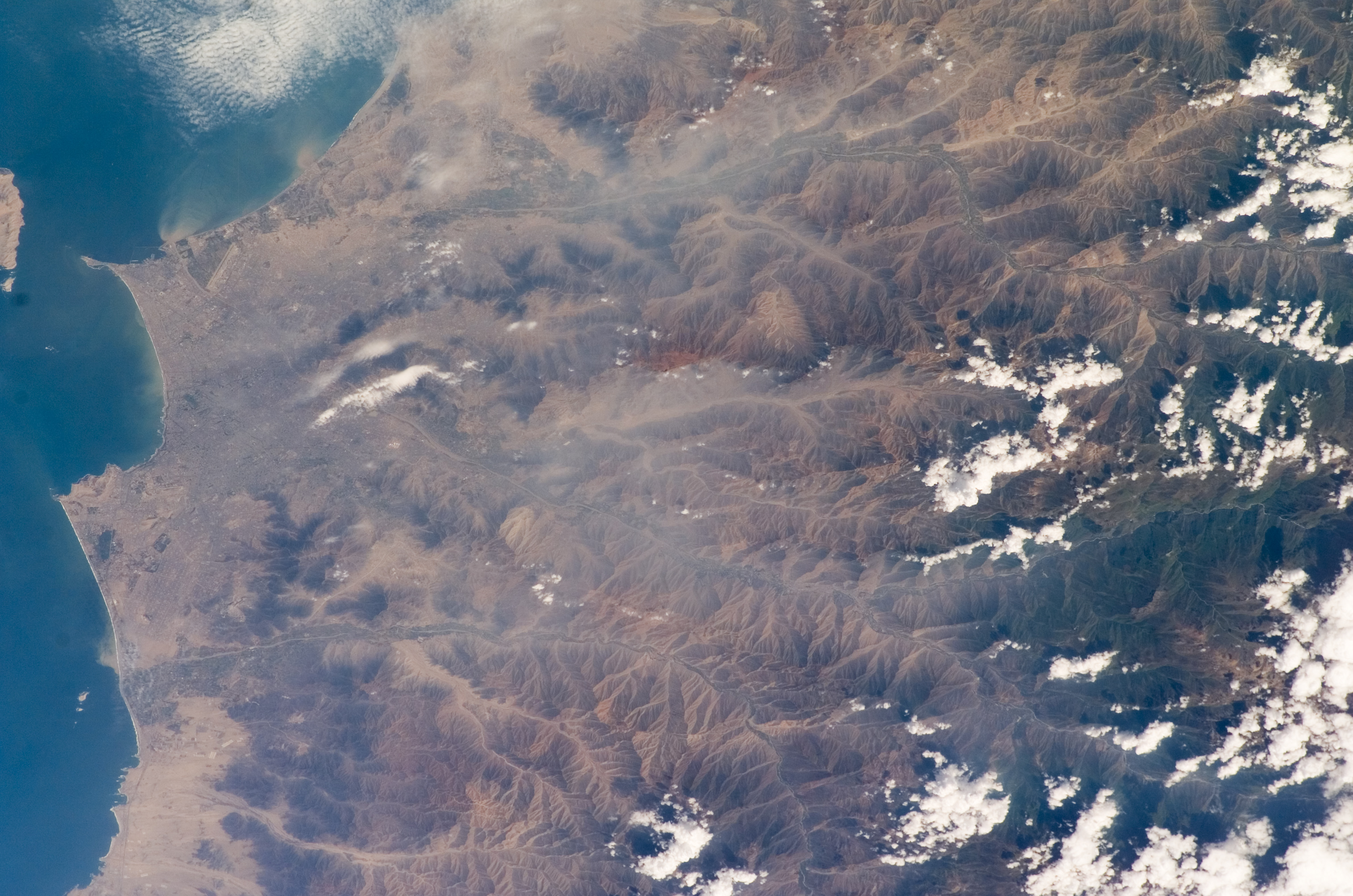
Imatge per satèl·lit del desert costaner de Lima a la part esquerra juntament amb la ciutat de Lima al litoral i una part dels estreps andins visibles partint de la part central dreta.
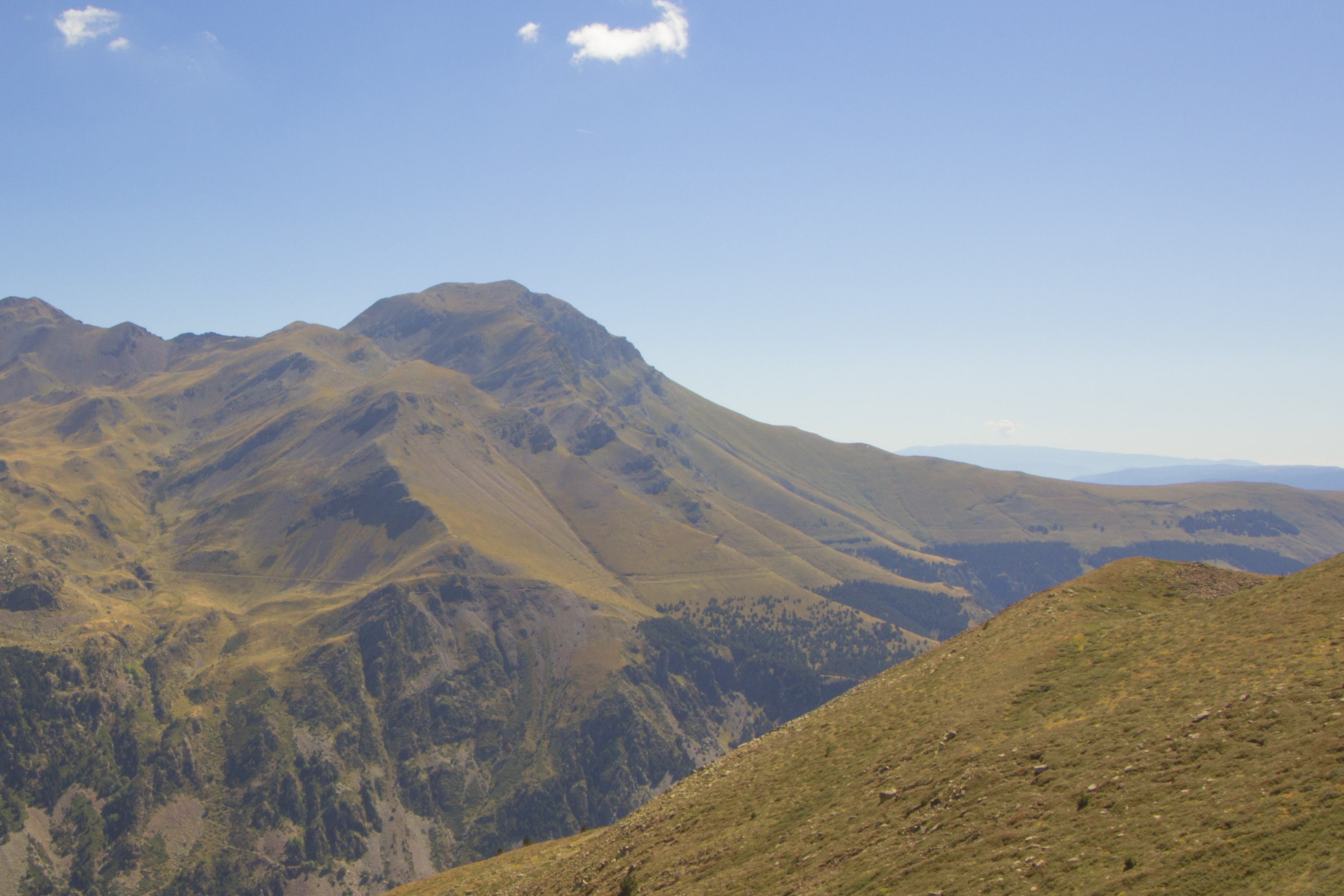
Contraforts del Montsent de Pallars